# Mental Patients’ Union
Mental Patients’ Union (Союз психически больных) — антипсихиатрическая организация, созданная в 1972 году в Лондоне пациентами психиатрии и их сторонниками. Создателями организации были Лиз Деркин, Брайан Дуиб, Лесли Митчелл, Эрик Ирвин, Эндрю Робертс и Валери Арджент; только трое из них — Эрик Ирвин, Эндрю Робертс и Валери Арджент — являлись психиатрическими пациентами. Организация была создана по подобию других леворадикальных движений, в частности тех, которые боролись за права женщин и чернокожих, и была призвана объединить лиц с психическими расстройствами для борьбы за их права, взаимопомощи и поддержки.

## История
Группа Mental Patients’ Union возникла в 1972 году как результат забастовок в Паддингтонском дневном стационаре. Этот стационар являлся по своей организации и структуре терапевтическим сообществом, в нём преобладали демократические порядки и применялись мягкие терапевтические методы. После сообщения руководства о закрытии стационара и присоединении его к традиционно ориентированной психиатрической больнице начались протесты пациентов и персонала против такого решения; пациенты, которым грозил перевод в обычную психиатрическую больницу и лечение традиционными методами, выступили с заявлением, какие методы, по их мнению, наиболее приемлемы для лечения и какой должна быть структура стационара. Благодаря волне протестов и широкому общественному резонансу стационар был сохранён в его прежнем виде. Акции протестов не прошли бесследно, приведя к созданию организации Mental Patients’ Union.
В декабре 1972 года комитетом организации был выпущен манифест «Необходимость Союза психически больных: несколько предложений» (известный также под названием «Рыбий манифест»: на обложке брошюры с манифестом присутствовала фотография рыбы, попавшей на крючок и борющейся с крючком). В манифесте утверждалось, что психическое заболевание представляет собой попытку справиться с безвыходной ситуацией, стратегию решения проблемы, а не проблему как таковую, а пациент является активной действующей силой не только психиатрии, но и современного общества. Психиатрия рассматривалась в манифесте как механизм репрессии буржуазного общества, агент правящего класса, против которого должны объединиться и выступить лица с психическими расстройствами. «Психически больной — это та жертва, которую мы приносим, продолжая поклоняться богам капиталистической религии», — заявлялось в манифесте.
Правом участвовать в руководстве и управлении группой обладали только лица с психическими расстройствами — пациенты и экс-пациенты. Членом организации также был известный антипсихиатр Дэвид Купер, который смог войти в неё на правах пациента по той причине, что страдал алкоголизмом и проходил лечение. Численность членов организации, включавшей в себя уже не только жителей Лондона, но и жителей Манчестера, Оксфорда, Лидса, Суррея, росла и в марте 1974 года составила 314 человек, в июле 1974 — около 375—400 человек. Группы, относящиеся к организации, возникли и во Франции, Германии, США, Канаде, Голландии, Испании.
Целями организации являлись:
1. Обличение несправедливости существующей психиатрической системы, мифов о добровольной госпитализации, об оказании помощи и лечении, разъяснение пациентам их прав и их защита (организация занималась активной юридической помощью, отстаивая права пациентов).
2. Борьба за договор о правах психиатрических пациентов.
3. Борьба с такими проблемами, как недобровольная госпитализация, изоляция, цензура, отслеживание звонков и писем.
4. Борьба за упразднение психиатрических больниц и институций репрессивной и манипулятивной психиатрии, организация альтернатив психиатрии в форме терапевтических сообществ.

Из-за многочисленности групп, входивших в организацию, возникли разногласия, и в 1974 году на общем собрании Mental Patients’ Union приняли решение считать её не централизованной организацией, а свободной федерацией автономных групп, объединяемых ежегодными общими собраниями, конференциями и информационным бюллетенем.
Несмотря на последовавшее за этим затухание деятельности Mental Patients’ Union, в дальнейшем образовалось множество аналогичных ей по духу организаций, родоначальники и основатели которых часто были членами этого союза. К таким организациям относятся, в частности, «Общественная организация по психиатрическим бедствиям» (англ. Community Organisation for Psychiatric Emergencies), «Возвращение Бедлама» (англ. Reclaim Bedlam), «Гордость безумца» (англ. Mad Pride).